# Distretto di Non Thai
Il distretto di Non Thai (in thailandese: โนนไทย) è un distretto (amphoe) della Thailandia, situato nella provincia di Nakhon Ratchasima.